# طويلة تشمن (مشيز بردسير)
طويلة تشمن (بالفارسية: طویله چمن) هي قرية تقع في إيران في البلدة المركزية. يقدر عدد سكانها بـ 73 نسمة .